# タイムキューブ
タイムキューブ（Time Cube）は「地球上で最もかしこい人間」を自称するオーティス・ユージン・レイ(Otis Eugene Ray)が、1997年に開設した個人ウェブサイトである。このサイトでは「タイムキューブ」とも呼ばれるレイの万物理論に関する情報が発信されており、あらゆる現代科学は世界規模の陰謀論に与して嘘をばらまいているという過激な主張をしている。またレイによれば現代科学は、地球における1日が、実際には同時に起こる4日から成り立っているという真実を隠蔽している。同時にレイは自分がタイムキューブに関する「絶対的な証拠と証明を持ち合わた、卓越した知性をもつ神のごとき存在」であると宣言し、学会はタイムキューブを真剣に受け取めていない、と様々に言葉を変えては繰り返している。
レイは2015年3月18日に87歳で亡くなった。彼のウェブサイトのドメインは2015年8月に有効期限が切れ、ウェブには2016年1月12日にウェイバックマシンがアーカイブしたデータだけが残っている。

## コンテンツ

### スタイル
タイムキューブにはウェブサイトとしてのホームページ（トップページ）がない。中央揃えで文字サイズとカラーがばらばらのテキストが柱状に縦に並んだ、非常に長大なページが大量にあるだけである。特定のセンテンスを部分的に参照するためには、手作業でスクロールせざるをえず実質ほぼ不可能になっている。
このサイトでは、レイが独自につくった専門用語が大量に使われている。テキストにおいてどこにも定義がないまま頻出する単語やフレーズは、世間にすでに広まった彼が唾棄する思想の弱点を攻撃する言葉と同じように、形容詞で使われているときであってもたいてい大文字になっている。あるパラグラフでは、レイの知性が「既成の知識をあまりにも古いものにする」ために、彼の言動を診断した精神科医から統合失調症と診断されたと書かれている。
このウェブサイトに言及しているさまざまな識者が、このテキストを論理的に分析したり、意味のある証明を引き出そうとしたり、主張を検証をしたりしても時間の無駄だと結論づけている。

### タイムキューブ理論

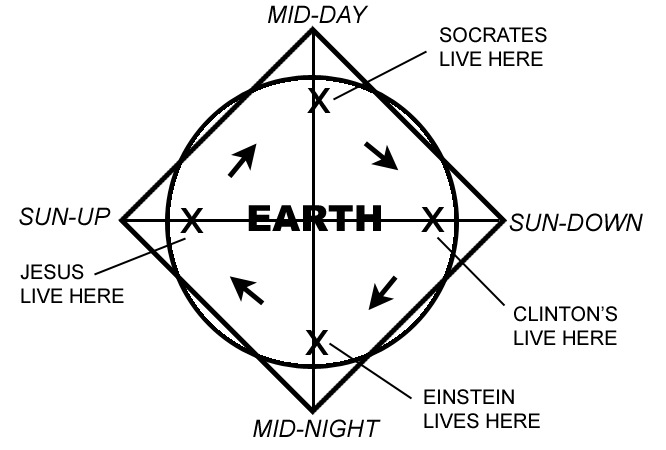
タイムキューブ理論の一部を図にしたダイアグラム。レイの説明によれば「生命は4から16のキューブの原則を包含する」(LIFE ENCOMPASSES A 4–16 CUBE PRINCIPLE)

レイが提唱する現実のモデル「タイムキューブ」はあらゆる現代物理学の教えを誤りだと喝破する。例えばグリニッジ標準時は（他にも数多くあるなかの一つだが）世界規模の陰謀論である。そしてレイはさまざまなグラフ（と自分の顔写真）を用いながら、1日に流れる時間が実際には4つの時間（SUN-UP、MID-DAY、SUN-DOWN、MID-NIGHT）が同時に生じることで成立していると主張している。
太陽が昇って地球を照らすとき、地球の反対側では2つの主たる時間すなわち正午と夜中が生まれる。この2つの主たる時間が重なるとき、その相互作用により我々が日出と日没として認識する新たな従たる時間の地点が生まれる。この4つの時間が等距離になる地点が地球という球体上に刻まれた時間の正方形である考えられる。地球という球体が1回だけ回転すると、それぞれの時間の地点は別の地点にあたる3つの角を回転することで16の角が生まれるため、96時間と4つの同時発生的な24時間からなる1日が生まれるが、これはまさに高階生命タイムキューブともいうべきものである。
レイはこの考えが誤っていると証明できた人間に1,000ドルないし10,000ドルの懸賞金を出すと宣言していた。 しかし学生新聞であるメイン・キャンパス（The Maine Campus）の記事において、マイク・ハートウェルは、この懸賞に応募するにはレイの理論が失当であるとレイ本人を納得させる必要があることに注意を促している。反証はレイ自身のモデルの枠組みのなかで行わなけれならず、逆にいえば現代科学の枠組みからは外れなくてはならない。そして「もしその偉業が達成できたとしても」「レイはおそらく話をなかったことにするだろう」とハートウェルは述べている。

## 受容
2002年1月には、マサチューセッツ工科大学の自由活動期間（IAP）中に、学生が主催した課外活動の一環で大学に招かれたレイが、タイムキューブについて講演を行っている。レイは、自身がうちたてた概念の反証ができたら1万ドルの懸賞金を出すと教授たちに繰り替えし提案したが、結局このオファーへの挑戦者は現れなかった。
コラムニストのジョン・ドヴォラックはPCマガジンに「頭のおかしいサイトを追いかけているレビューサイトが、ナンバーワンにいかれているとよく挙げているサイト」だと書いている。ドヴォラックによればタイムキューブのコンテンツは「無限に続くたわごと」でもある。2003年にテレビタレントのマーティン・サージェントから、インターネットの有名人になってどういう気持ちかと聞かれたレイは、望んでなった立場ではないが、「タイムキューブを理解してものを書いている人も語っている人もいない」状況では自分がやらざるをえないと語っている。
2005年4月にはジョージア工科大学で講演をしており、その中でレイは学問の世界で行われる教育について批判を加えている。
2004年にはメイン・キャンパスの記事でタイムキューブが取り上げられており、レイが人種統合政策について「あらゆる人種を破壊する」と表現している箇所によく現れているように、このサイトには「かすかに人種差別的なイデオロギーの色合いがある」と指摘している。
2005年、ブレット・ハノーバーは、レイとタイムキューブをテーマにしたショート・ドキュメンタリー『Above God』（レイが運営していた別のウェブサイトのタイトルで、このサイトでは神が実在するという考えが批判されている） を製作した。この映画はインディー・メンフィス映画祭とアトランタ地下映画祭でベストドキュメンタリー賞を受賞している。

## カルチャーへの影響
パイレーツ・メタルのバンド「ALESTORM」のヴォーカル、クリストファー・ボウズは、タイムキューブにインスピレーションを得て「To the End of the World」という曲を書き上げたと語っている。この曲の中では、タイムキューブや「時間の本質」が覆い隠されてきたことが何度もほのめかされている。
MITの卒業生により結成されたボストンのロックバンド「Honest Bob & the Factory-to-Dealer Incentives」は2004年に「Time Cube」という曲を発表している。歌詞に直接の言及はないもの、レイのウェブサイトにインスパイアされた作品である。